# IC 3321
IC 3321 је лентикуларна галаксија у сазвјежђу Береникина коса која се налази на листи објеката дубоког неба у Индекс каталогу.
Деклинација објекта је + 26° 4' 55" а ректасцензија 12h 25m 46,0s. Привидна величина (магнитуда) објекта IC 3321 износи 15,2 а фотографска магнитуда 16,2.